# George Adams junior

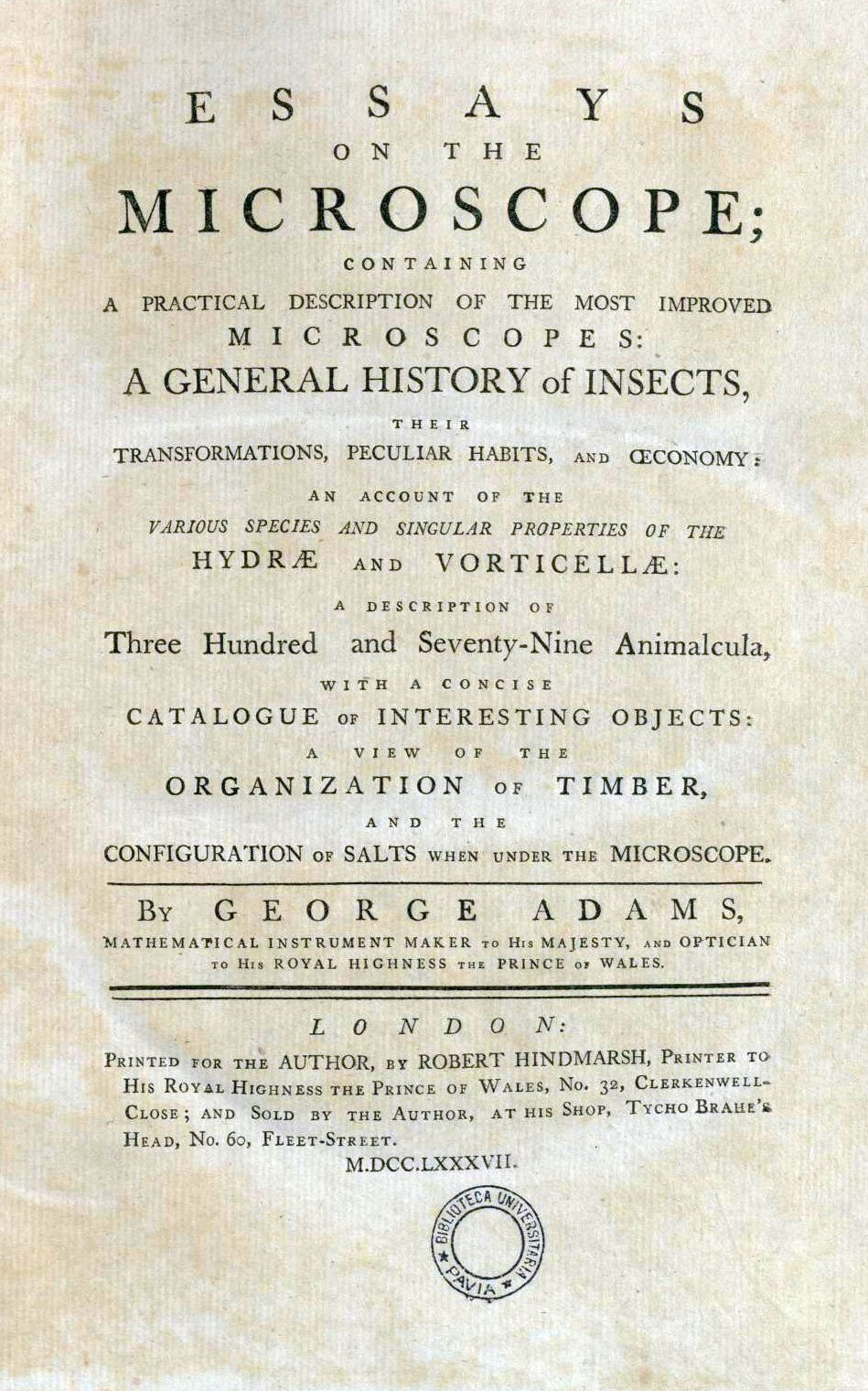
Essays on the microscope, 1787

George Adams (1750 – 1795) è stato un inventore britannico.

## Biografia
Celebre ideatore e costruttore inglese di apparecchi scientifici, successe al padre George (1709-1772) come costruttore di strumenti matematici del re d'Inghilterra Giorgio III (1738-1820). Scrisse numerosi trattati relativi agli strumenti e alla filosofia sperimentale. Si distinse in particolare nella costruzione di microscopi e di macchine elettrostatiche.

## Opere
- Essay on Electricity with an Essay on Magnetism, Londra, 1784.
  - (EN) Essay on electricity, London, Robert Hindmarsh, 1787.
- (EN) Essays on the microscope, London, Robert Hindmarsh, 1787.
- Essay on Vision, Londra, 1789.
- (EN) Astronomical and geographical essays, London, Robert Hindmarsh, 1790.